# Milenio
Milenio is een krant, die in Mexico wordt uitgegeven. De krant is eigendom van het mediaconcern Grupo Multimedios.
Milenio is begonnen als regionale krant in de stad Monterrey maar heeft zich aan het eind van de jaren 90 uitgebreid over heel Mexico. Er verschijnen tegenwoordig elf regionale edities van de krant. Behalve de dagelijkse Milenio Diario heeft de krant ook een tijdschrift, Milenio Semanal.
De krant geldt als liberaal, maar is minder uitgesproken in haar politieke opvattingen dan de meeste andere Mexicaanse kranten. Bekende medewerkers zijn Joaquín López-Dóriga, Héctor Aguilar Camín en Diódoro Carrasco. 
In september 2008 begon Milenio een betaalde 24-uurs nieuwszender, gericht op het doorbreken van de machtspositie van Televisa en TV Azteca.